# NBC晚间新闻
《NBC晚間新聞》（英語：NBC Nightly News）是美國全國廣播公司（NBC）的旗艦全國新聞聯播節目，于1970年8月3日开播。节目每晚在紐約洛克菲勒中心的1A演播室播出，偶尔在洛杉矶环球市的布罗考新闻中心或华盛顿特区（国会山演播室或WRC-TV演播室）播出。
2015年开始，工作日的节目主播為萊斯特·霍爾特，週六版的固定主播為Telemundo電視台新聞主播何塞·迪亞斯-巴拉特，週日版的固定主播為NBC新聞主播凱特·斯諾。截至2022年，该节目是美国收视人数第二多的联播网新闻节目。
2024年2月25日起，週日版的固定主播凱特·斯諾退居幕后。
由2024年3月3日至2024年3月31日期間，由NBC新聞的記者擔任週日版主播。
2024年4月7日起，週日版的固定主播為NBC新聞主播哈莉·傑克遜。
2025年5月30日，莱斯特·霍尔特卸任《NBC晚间新闻》主播，结束十年之久的主持工作，并从2025年6月2日起由前《ABC今夜世界新闻》周末主播汤姆·拉马斯接任。
節目現在使用的主題音樂是由著名作曲家約翰·威廉斯創作的《使命》。

## 播映時間
節目連同廣告時段全長三十分鐘。
《NBC世界新聞》的播出時間因地區而異。節目首先是在美國東岸時間傍晚6:30直播，紐約直属分台WNBC以及東岸聯播分台會同步播映，少部分東岸地區如華盛頓的聯播分台選擇在7:00播映。部分使用美國中部時間州份的聯播分台會在中部時間傍晚6:30（東岸時間夜晚7:30）播映。三藩市灣區等地在內的部分西岸分台在美國西岸時間下午5:30（東岸時間夜晚8:30）播映，洛杉磯等地則安排於美國西岸時間傍晚6:30（東岸時間夜晚9:30）播映。
通常情況下，只有東岸時間傍晚6:30的《NBC世界新聞》是直播，其他地區在不同時間播映的均爲錄影播放東岸時間晚6:30的版本。當有重大新聞事項要更新時，其他地區的版本亦會改爲直播，在西岸播映的版本會在片頭註明是「西岸版」（Western Edition）。
在報道重大新聞事件時，《NBC世界新聞》會因應情況延長播映時間，通常會延長至一小時，但部分地區的聯播分台會只播映前半小時的節目。
《NBC世界新聞》的競爭對手《CBS晚間新聞》及《ABC世界新聞》亦採用類似安排。

## 海外播放
香港的無綫電視明珠台由香港時間2009年6月2日起每天早上07:30播放本節目，取代過往於同時段播放的《ABC世界新聞》。無綫電視以中文宣傳本節目時將之稱為《NBC世界新聞》，但其英文名稱則維持不變。節目的廣告時段會以明珠台自製字卡、节目宣传片或股市汇市行情屏蔽。明珠台會因應該台特備節目而順延或取消播映《NBC世界新聞》，並播放《金融概要》，如在2016年夏季奧林匹克運動會以及奧斯卡頒獎典禮直播期間。在2017年10月2日之前，若《NBC晚間新聞》延長播映時間，明珠台只會播映前半小時的節目。2017年10月2日起，明珠台會跟隨NBC延長《NBC晚間新聞》的播映時間，同時順延或取消在香港時間星期一至六上午08:00播映的《金融概要》及星期日的《權能時間》。
另外由於明珠台在廣東省有線電視網絡合法落地播出，故廣東省觀眾也可收看該節目，但部分敏感片段會被廣東有線屏蔽，有時也會因為播出用於屏蔽《平約瑟牧師》的紀錄片偽節目超时而導致《NBC晚間新闻》前半部分不能完整播出，有時也會因為特殊情況而導致《NBC晚間新聞》被廣東有線全程屏蔽而不能完整播出。
欧洲和中东的观众可通过CNBC欧洲频道观看《NBC晚间新闻》，每天0:30（中欧标准时间）播出。另外面向中东地区播出的OSN News也会播出该节目。

## 外部連結
- 《NBC晚間新聞》官方主頁（页面存档备份，存于）